# Sphaerolaimus paradoxus
Sphaerolaimus paradoxus är en rundmaskart som först beskrevs av E. Ditlevsen 1918.  Sphaerolaimus paradoxus ingår i släktet Sphaerolaimus och familjen Sphaerolaimidae. Arten är reproducerande i Sverige. Inga underarter finns listade i Catalogue of Life.